# 鄉家友太
鄉家友太（1999年6月10日—），日本足球運動員，前日本20歲以下足球代表隊成員。現效力於日職球隊神戶勝利船。

## 俱乐部生涯
2018年，鄉家友太在神戶勝利船开始足球生涯。

## 日本國家足球隊
鄉家友太参加了2019年U-20世界盃。